# Wadyo-teknim dyapa
Wadyo-teknim dyapa (Povo do Macaco Prego), jedna od skupina Katukina Indijanaca iz Brazila (Amazonas). Ime nosi po jednoj vrsti majmuna koja se u portugalskom naziva macaco prego (Cebus apella), čubatsti kapucin.